# Bronisław Mroczkowski
Bronisław Mroczkowski (ur. 1904 w Białobrzegach, zm. 6 czerwca 1922 w Warszawie) – polski uczeń, harcerz-ochotnik w wojnie polsko-bolszewickiej, autor Dziennika opisującego działania, w których uczestniczył.

## Życiorys
Był uczniem siódmej klasy Gimnazjum Państwowego w Radomiu. Prowadził tam drużynę harcerską (drugą prowadził w Białobrzegach w okresie wakacyjnym). Po zaatakowaniu Polski przez bolszewików zgłosił się na ochotnika do armii. W lipcu 1920 został wysłany do Rembertowa do obozu ćwiczebnego, a w sierpniu tego roku trafił na front. Służył w 221. Pułku Piechoty. Podczas bitwy pod Ossowem został ranny (prawdopodobnie odłamkiem w plecy). Rannego przewieziono go do szpitala wojskowego. Był leczony w Kościanie i w Warszawie przez dwadzieścia miesięcy, jednak jego stan pogarszał się. W wyniku odniesionej rany zmarł. Trumnę z ciałem przewieziono do rodzinnych Białobrzegów. W pogrzebie udział wzięli liczni mieszkańcy miasta i okolic, przedstawiciele dworów, a także delegacje uczniów i harcerzy radomskich. 
Dokumentem obrazującym działania wojny polsko-bolszewickiej jest prowadzony przez niego pamiętnik, przechowywany w rękopisie przez rodzinę i wydany drukiem w 2014 jako Dziennik. Opisywał w nim wydarzenia z okresu 1 czerwca 1919 - 23 lipca 1920. 

## Upamiętnienie i odznaczenia
Upamiętnia go ulica w Białobrzegach (w 1990 nadano jego imię dawnej ulicy 16 Stycznia), a także tablica pamiątkowa na jego domu rodzinnym w tym samym mieście. Ufundował ją białobrzeski Urząd Miasta i Gminy. Przed II wojną światową prawdopodobnie był patronem dzisiejszej ulicy Rzemieślniczej. 
Pośmiertnie został odznaczony pierwszym medalem "Zasłużony dla Białobrzegów". 